# Acacia collinsii
Acacia collinsii är en ärtväxtart som beskrevs av William Edwin Safford.
Acacia collinsii ingår i släktet akacior och familjen ärtväxter. Inga underarter finns listade i Catalogue of Life.

## Bildgalleri

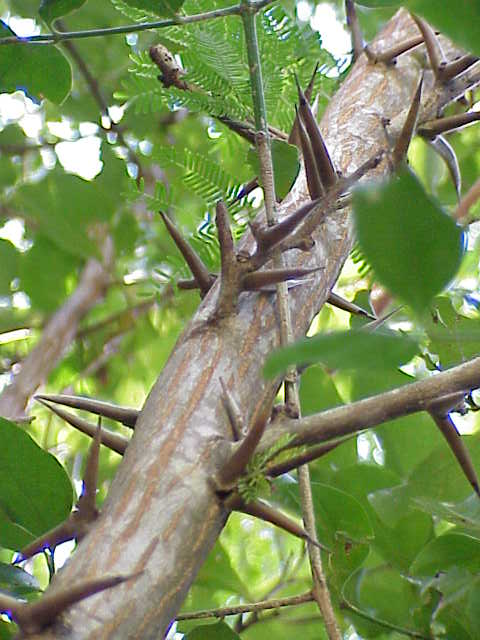
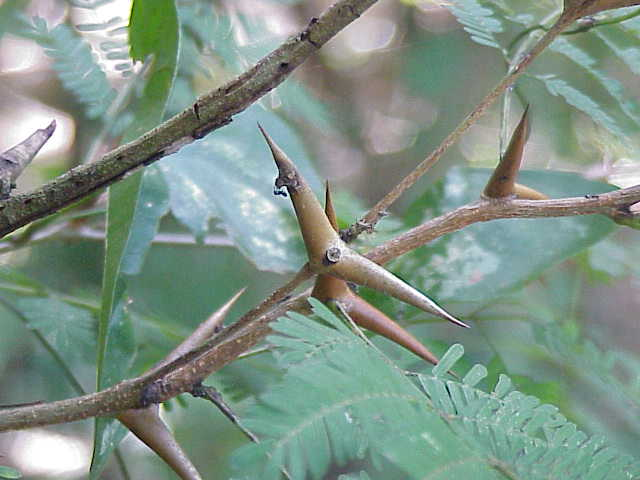
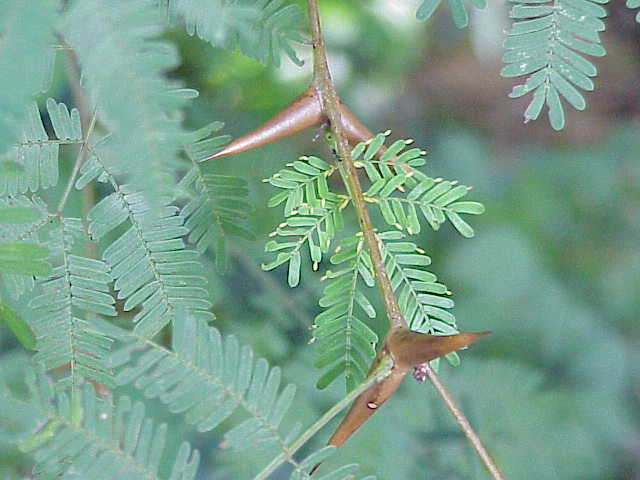
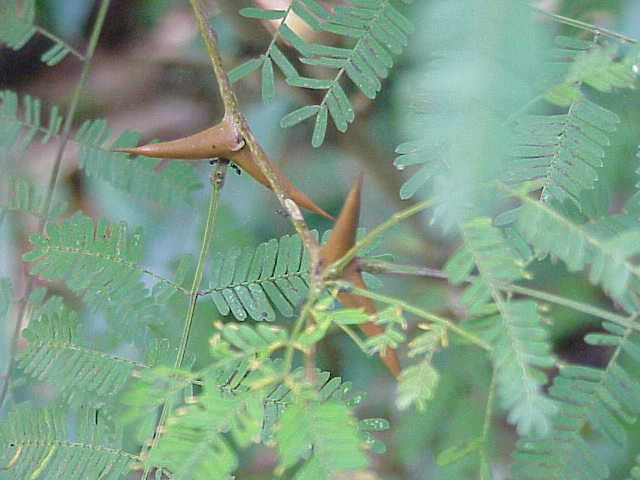
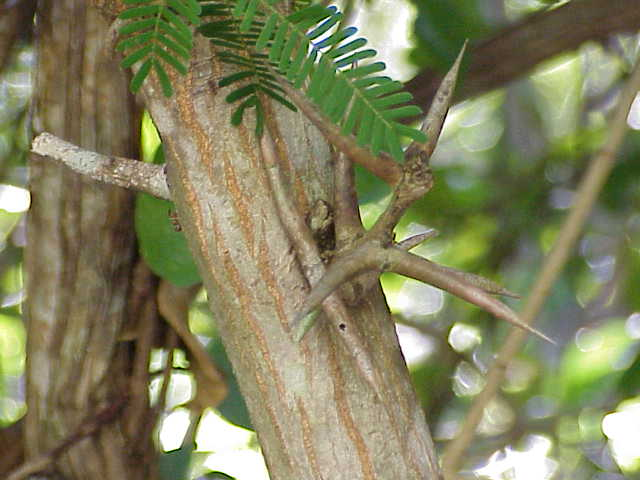
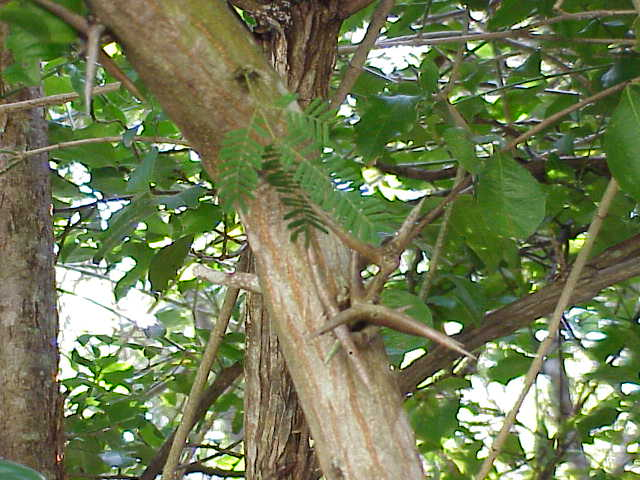